# 張赦提
張 赦提（ちょう しゃてい、生没年不詳）は、北魏の官僚・軍人。本貫は中山郡安喜県。

## 経歴
虎賁中郎を初任とした。ときに都の平城周辺では、豹子・虎子と自称する反乱者が逃民や牧畜民を率いて、霊丘と雁門のあいだを荒らし回っていた。赦提は対策を提案して、宰司に認められ、逐賊軍将となって討伐にあたった。ほどなく豹子と虎子とその仲間たちを捕らえ、平城に送り、宮城の門の下でかれらを斬った。また霊丘の羅思祖の一族が反乱を起こすと、赦提は游徼軍将となって討伐にあたり、捕らえた者をみな殺し尽くした。功績により冠軍将軍・幽州刺史に任じられ、仮の安喜県侯となった。
赦提は清廉なことで知られていたが、後に妻の段氏のために多くの賄賂を受け取るようになった。そのため中散の李真香が幽州に派遣されて、実態を調査した。赦提は東陽王元丕の庇護を求めたが、突き放された。孝文帝に召し出されて、邸で自殺するよう命じられた。

## 伝記資料
- 『魏書』巻89 列伝第77
- 『北史』巻87 列伝第75